# Torre Entel
Pour les articles homonymes, voir Entel.
La tour Entel, est une tour de télécommunications située dans la commune de Santiago, au centre de la capitale du Chili. Elle appartient à Entel Chile dont elle est le centre d'opérations.

## Situation
La tour s'élève à une hauteur de 127,35 mètres au-dessus de l'intersection de l'avenue du Libérateur Bernardo O'Higgins et de la rue Amunátegun, près de la station La Moneda du métro.

## Histoire
Sa construction commença en juillet 1970, sous le gouvernement d'Eduardo Frei Montalva, pour faire partie du Centre national des télécommunications. Inaugurée le 30 août 1974, elle demeure la plus haute construction du Chili jusqu'en 1996.
Le 12 novembre 2019, lors des manifestations massives qui secouent le pays, la base de la tour est saccagée par des inconnus.

## Structure
Le bâtiment, visible depuis divers point de la capitale, est devenu un symbole de la ville. Pour optimiser la réception des signaux, la tour doit être plus élevée que les édifices aux alentours, ce qui explique sa forme et sa hauteur. L'armature, construite en béton et en acier, descend jusqu'à 18 mètres sous terre et atteint une hauteur de 80 mètres. Elle est surmontée d'une antenne de 47 mètres soutenue par une structure en acier et en aluminium avec six plateformes pour la maintenir. Sa structure rigide permet d'éviter les risques d'oscillation et a été conçue pour résister à des séismes supérieurs à 8 degrés sur l'échelle de Mercalli.

## Galerie

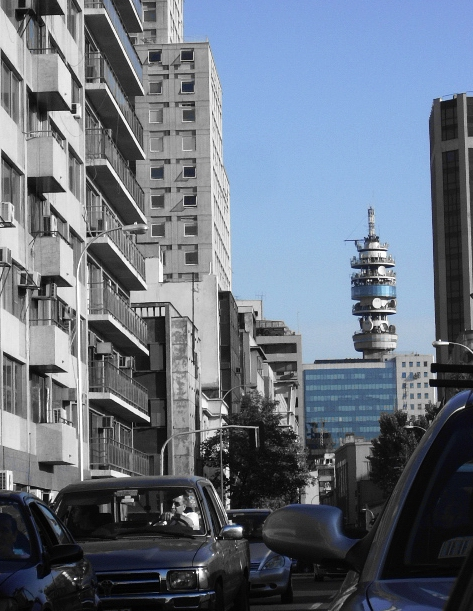
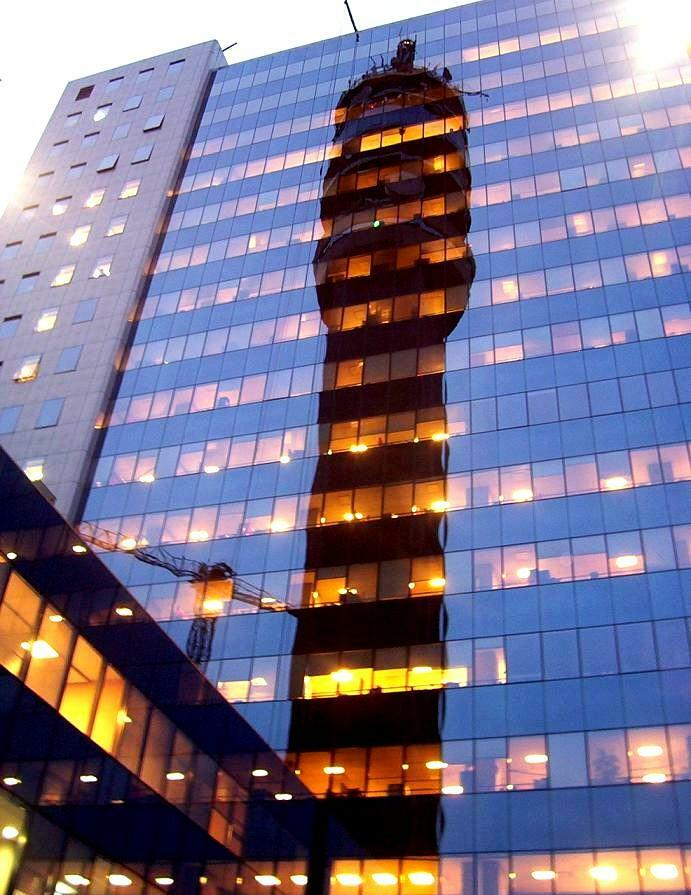
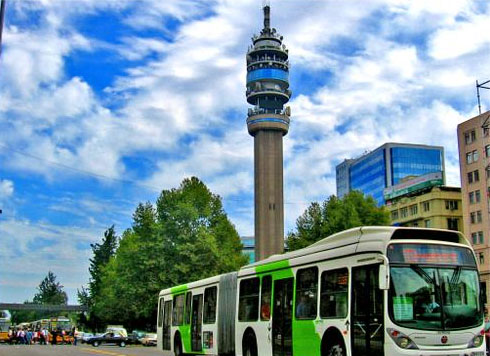